# Blackberry Limited
Blackberry Limited, i marknadsföringssyfte skrivet BlackBerry Limited, tidigare känt som Research In Motion Limited (RIM), är ett kanadensiskt multinationellt företag inom telekommunikation och trådlös maskinvara, mest känt för märket Blackberry smarttelefoner och surfplattor. Företaget är baserat i Waterloo i Ontario. RIM erbjuder plattformar och lösningar för tillgång till information via e-post, tal, instant messaging, SMS, Internet- och intranetbaserade applikationer och browsing. RIM:s portfölj inkluderar förutom Blackberry, andra handhållna enheter, softwareutvecklingsverktyg och övrig mjuk- och hårdvara. Verksamheten grundades av Mike Lazaridis, som fram till 22 januari 2012 fungerat som co-CEO tillsammans med Jim Balsillie, när RIM tillkännagav att båda hade avgått och den nye CEO skulle bli Thorsten Heins. Företaget är listat på NASDAQ börsen (Nasdaq: RIMM) i USA och på Toronto Stock Exchange i Kanada.
Under lanseringen 2013 av Blackberry 10 tillkännagav företaget även att det skulle ändra sitt firmanamn från Research In Motion till Blackberry.

## Historik
Innan Blackberry kom i produktion samarbetade RIM med RAM Mobile Data och Ericsson på att ta fram det av Ericsson utvecklade trådlösa nätverket Mobitex till en tvåvägs personsökare och trådlöst e-post datornätverk. Den avgörande punkten i denna utveckling var lanseringen av Inter@ctive pager 950, som kom på marknaden 1998. Personsökaren var ungefär av samma storlek som ett paket handtvål och konkurrerade med det av Motorola utvecklade SkyTel tvåvägs personsökarnätverket.
RIM:s tidiga utveckling finansierades av institutionella investerare och riskkapitalister från Kanada.

### Tillväxtfas
RIM gick efter millennieskiftet igenom en stark tillväxt och hade i maj 2010 omkring 10 % av marknaden för smarta mobiler Dessutom var verksamheten då med en andel på 3 %, nr sex av världens fabrikanter på marknaden bland samtliga mobiltelefonproducenter.
| År   | Försäljning (Miljoner USD) | Rörelseresultat (Miljoner USD) | Nettoresultat (Miljoner USD) |
| ---- | -------------------------- | ------------------------------ | ---------------------------- |
| 2002 | 294                        | (58)                           | (28)                         |
| 2003 | 307                        | (64)                           | (149)                        |
| 2004 | 595                        | 78                             | 52                           |
| 2005 | 1.350                      | 386                            | 206                          |
| 2006 | 2.066                      | 617                            | 375                          |
| 2007 | 3.037                      | 807                            | 632                          |
| 2008 | 6.009                      | 1.731                          | 1.294                        |
| 2009 | 11.065                     | 2.722                          | 1.893                        |
| 2010 | 14.953                     | 3.507                          | 2.457                        |
| 2011 | 19.907                     | 4.639                          | 3.444                        |

### Motgångar
I juni 2011 tillkännagav företaget sin förutsägelse att intäkterna första kvartalet 2011 kommer att minska för första gången på nio år, och avslöjade även planer på att minska sin personalstyrka. Marknaden följde efter och RIMs kurs föll till sin lägsta punkt sedan 2006. Från juni 2008 till juni 2011 förlorade RIM:s aktieägare nästan $ 70 miljarder eller 82 procent, då bolagets börsvärde minskade från 83 till 13,6 miljarder USD, den största nedgången bland leverantörer av kommunikationsutrustning.
I juli 2011 skar bolaget bort 2.000 arbetstillfällen, det största permitteringen i sin historia. Den permitteringen minskade antalet anställda med cirka 11 % från 19.000 till 17.000.
RIM hade förlorat marknadsandelar över hela världen till Apples Iphone och smarttelefoner som körs på Googles Android operativsystem, vilket orsakade en vinstnedgång och aktiens värde. Den 16 december föll 2011 RIMs aktier till sin lägsta nivå sedan januari 2004 och beståndet minskade 77 procent enbart under 2011. I mars 2012 var aktierna värda mindre än 14 USD från en topp på över 140 USD under 2008. Blackberry Playbook, som lanserades under 2011 som en affärsorienterat alternativ till Apple Ipad, fick endast begränsad kommersiell framgång. Samtidigt bekräftade vd Thorsten Heins RIM:s verksamhetsinriktning och förklarade att konsumentvänliga funktioner som underhållningsprogram inte är viktiga för företagets kunder i kärnverksamheten.
Under fjärde kvartalet av räkenskapsåret som slutade den 3 mars 2012, skeppade RIM ut 11,1 miljoner Blackberry smarttelefoner, föll 21 procent från föregående kvartal och det var den första nedgången under julkvartalet sedan 2006. För fjärde kvartalet meddelade RIM en nettoförlust på 125 MUSD. RIM är den största förloraren av världsmarknadsandelar under 2011 på grund av Samsungs och HTCs framgångar med Android OS, medan RIM:s andel av den amerikanska marknaden sjönk till bara 3 procent från 9 procent ett år tidigare.
RIM planerar att effektivisera verksamheten och spara 1 miljard dollar under räkenskapsåret genom att skära bort åtminstone 2000 jobb i hela världen runt 1 juni 2012 med möjlighet att avskeda så många som 6000 helt under ytterligare en period.

## Förvärv
Bland RIM:s många förvärv kan noteras de två svenska företagen The Astonishing Tribe (TAT) och Jaycut.

### The Astonishing Tribe
TAT hade sitt huvudkontor i Malmö och förvärvades av Research In Motion den 2 december 2010.
TAT grundades i februari 2002 av Mikael Tellhed, Ludvig Linge, Paul Blomdahl, Karl-Anders Johansson, Per Grimberg och Hampus Jakobsson. TAT började som ett hobbyprojekt och arbetade under företagets första år med TV-reklam, animation, efterproduktion för film, konsulttjänster inom bildkomprimering för inbyggda system och interaktiv konst. Under det andra året fick bolaget fäste i den mobila industrin och började anställa folk. Fokus flyttades helt till användargränssnitt, speciellt licensieringsteknik för att ta fram och strukturera användargränssnittet. I september 2010 arbetade över 180 anställda för TAT vid kontor i Sverige, Sydkorea, USA och det nyöppnade kontoret i Japan. TAT arbetade med några av de största mobila varumärkena såsom Samsung, Sony Ericsson, Orange och Motorola. TAT licensierade även programvara till andra industrier inom bil- och konsumentelektronik. Några av grundarna har en bakgrund inom demogruppen Yodel. Denna grupp gjorde ett bidrag till The Party 1996 som kallades just The Astonishing Tribe.
Under våren 2013 väntas det kanadensiska företaget släppa Blackberry 10, som ska innehålla ett helt nytt användargränssnitt utvecklat av TAT-grundarna. Hampus Jakobsson lämnar dock TAT enligt besked i augusti 2012 tillsammans med Mikael Tellhed för att bilda ett nytt bolag kring visualisering.

### JayCut
Nästa Sverige-baserade företag, som i juli 2011 blev föremål för RIMs uppköps-drive, var JayCut, en online videoeditor med säte i Stockholm. JayCut ska arbeta med RIM för att tillföra video editing förmåga till BlackBerry-plattformen.